# 宇田川重和
宇田川 重和（うだがわ しげかず、1926年 - 2016年）は、日本の材料科学者。東京工業大学（のちの東京科学大学）名誉教授。日本セラミックス協会会長、日本粘土学会会長、日本学術会議会員等を歴任。セメント協会論文賞等受賞。

## 人物・経歴
1952年東京工業大学（のちの東京科学大学）理工学部無機材料化学コース卒業、東京工業大学理工学部助手。1956年ペンシルバニア州立大学客員研究員。1973年度窯業協会学術賞受賞。1974年東京工業大学工学部教授。1982年日本粘土学会会長。1985年セメント協会論文賞受賞。1986年東京工業大学名誉教授、千葉工業大学教授。1991年第15期日本学術会議会員。1992年日本セラミックス協会会長。2016年急逝。

## 著作
- 『ファインケミカルズとしての無機ケイ素化合物』講談社 1982年